# The Hills
The Hills är en realityserie på MTV som sändes i sex säsonger från 2006 till 2010. Det första avsnittet sändes första gången 31 maj 2006 i USA och det sista avsnittet sändes 13 juli 2010 i USA. Serien är en uppföljare till Laguna Beach: The Real Orange County och följer Lauren "LC" Conrad som pluggar på modeskola i Los Angeles och hennes karriär, hennes vänner och hennes liv. 
The Hills är en av MTV:s mest framgångsrika realityserier, men serien avslutades efter sin sjätte säsong, bland annat sedan tittarsiffrorna sjunkit och Lauren Conrad lämnat serien. En återföreningsspecial med titeln The Hills: That Was Then, This Is Now sändes 2 augusti 2016 på MTV.

## Översikt

### Bakgrund
Efter MTV-programmet Laguna Beach: The Real Orange Countys framgång, ville producenterna fortsätta berättelsen om en av de mest populära karaktärerna, Lauren, och följa henne när hon flyttade från sitt barndomshem i Laguna till en lägenhet i Los Angeles för att satsa på en karriär inom modebranschen. Ursprungligen bodde hon tillsammans med sin vän Heidi Montag och utbildar sig på Fashion Institute of Design and Merchandising (FIDM), samtidigt som hon har en praktikplats på modemagasinet Teen Vogue.

### Tittarsiffror
The Hills första avsnitt sändes 31 maj 2006 i USA och premiäravsnittet sågs av cirka 2,9 miljoner tittare. Den första säsongens följande avsnitt hade stadiga tittarsiffror på cirka 2 miljoner tittare och MTV bestämde sig för att göra en andra säsong. Seriens popularitet ökade och en tredje säsong spelades in. Den tredje säsongens premiäravsnitt sågs av över 3,6 miljoner tittare. Under den tredje säsongen nåddes också den högsta tittarsiffran för serien genom alla dess sex säsonger, med avsnittet "Paris Changes Everything", som sändes 17 mars 2008 och hade 4,8 miljoner tittare.
Under den fjärde säsongen minskade dock seriens tittarsiffror med i genomsnitt 25 procent. Premiäravsnittet för den fjärde säsongen sågs av cirka 2,6 miljoner tittare, jämför med finalavsnittet för säsong tre som sågs av 3,8 miljoner.
Under säsong fem lämnade The Hills ursprungliga huvudperson Lauren Conrad serien. Conrad ersattes med Kristin Cavallari, som under säsongens andra halva blir seriens nya huvudperson. Det första avsnittet med Cavallari som huvudperson sändes 29 september 2009 och hade en tittarsiffra på omkring 2,1 miljoner, en minskning med ungefär 30 procent, jämfört med de omkring 3 miljoner som såg säsongens premiäravsnitt.
The Hills sjätte och sista säsongs finalavsnitt sändes 13 juli 2010 i USA och hade en tittarsiffra på omkring 3 miljoner, vilket också var den högsta tittarsiffran under den sista säsongen.

### Spinoff
- Whitney Port fick i slutet av 2008 en egen spinoff-serie kallad The City. Serien följer Port när hon flyttar till New York City för att arbeta för modedesigner Diane von Fürstenberg. Serien debuterade den 29 december 2008 på MTV.

- Audrina Patridge fick en egen realityshow efter sista säsongen av The Hills. Detta bekräftades hon i programmet On Air med Ryan Seacrest, då hon berättade att hon kommer att få sin egen realityshow, som kommer att heta Audrina. Serien hade premiär på VH1 den 17 april 2011. I den får man följa Audrina Patridges vardag, Hollywood, livet och hennes familj.

## Personer
| NAMN                           | INFORMATION |
| ------------------------------ | --- |
| Lauren Conrad (säsong 1-5)     | Lauren lämnar sitt hem i Laguna Beach och flyttar till Los Angeles för att satsa på en karriär inom modebranschen. I Los Angeles utbildar hon sig på FIDM, samtidigt som hon praktiserar på Teen Vogue. Efter ett tag byter hon arbete och börjar arbeta för Kelly Cutrones företag People's Revolution, ett PR-företag inom mode och livsstil. Lauren avslutar efter en tid ett ostadigt förhållande med Jason. Hon har även en kortvarig relation med Brody, sedan Heidis pojkvän, Spencer, presenterat henne för honom. Med tiden glider Lauren långsamt ifrån sin vänskap med Heidi. Det framkommer i avsnitt 10 i säsong 5 att Lauren vill lämna programmet för att fokusera på sin modekarriär. |
| Heidi Montag (säsong 1-6)      | Heidi och Lauren träffades och blev vänner då de gick i skolan tillsammans i San Francisco, som de lämnar efter en termin. Som ett resultat av detta tillbringar Heidi vårterminen i Laurens hem vid stranden, och de två flyttar senare till Los Angeles med avsikt att utbilda sig på FIDM tillsammans. Men efter ett tag intervjuas Heidi inofficiellt som evenemangsplanerare för företaget Bolthouse Productions och får jobb där. Efter en kort relation med Jordan blir Heidi romantiskt involverad med Spencer, vilket orsakar en spricka mellan henne och Lauren. Men trots det kommer Lauren till Heidis bröllop.                                                                           |
| Audrina Patridge (säsong 1-6)  | Audrina introducerades för första gången sittande vid poolkanten med Heidi. Det visar sig senare att hon strävar efter att bli skådespelerska, men arbetar som receptionist för Quijote Studios mellan sina provspelningar. Senare påbörjar hon ett jobb för Epic Records. I och med sin nya vänskap med Lauren blir Audrina Laurens nya rumskamrat, men befarar att Lo, Laurens barndomsvän, förstör deras vänskap. Dessutom återvänder Audrina till sitt av- och påförhållande med Justin, trots att hon ifrågasätter hans trogenhet. |
| Whitney Port (säsong 1-4)      | Whitney introducerades för första gången som Laurens praktikantkollega på Teen Vogue. Man ser henne för det mesta på kontoret eller på Teen Vogues olika uppdrag, bland annat en resa till Paris där hon inser att arbete bakom kulisserna inte är för henne. Hon lämnar efter ett tag Teen Vogues för PR-företaget People's Revolution. Efter en tid, och en kärleksaffär eller två, ger Whitneys nya chef henne möjlighet till en arbetsintervju med Diane von Fürstenberg, där får hon jobb och flyttar till New York. |
| Kristin Cavallari (säsong 5-6) | Kristin är en före detta klasskamrat till Lauren från Laguna Beach, där hon träffade Heidi. Efter high school flyttade hon till Los Angeles för att starta en skådespelarkarriär och sedan dess hade hon inte så mycket kontakt med Lauren. Vännerna återförenades, men bara med en ögonkontakt vid Heidis bröllop. Kristin ersätter Lauren som seriens huvudperson från och med andra halvan av säsong 5. |

## Säsonger
| Säsong 1                            | Säsong 1 |
| ----------------------------------- | --- |
| Premiärdatum USA Onsdag 31 maj 2006 | Lauren lämnar hemmet i Laguna Beach för att flytta till Los Angeles tillsammans med sin goda vän, Heidi. Där träffar de en ny vän, Audrina. Lauren och Heidi har för avsikt att utbilda sig på FIDM tillsammans, men Heidi intervjuas inofficiellt som evenemangsplanerare för företaget Bolthouse Productions och får jobb där. Dessutom får Lauren ett jobb som praktikant på tidningen Teen Vogue, där hon möter sin nya vän, Whitney. Heidi börjar dejta Jordan och Laurens ex-pojkvän, Jason, följer henne till LA i ett försök att få henne tillbaka, och det slutar med att de två hittar tillbaka till varandra. I säsongsfinalen får Lauren ta ett svårt beslut. |
| DVD Tisdag 13 februari 2007         | Lauren lämnar hemmet i Laguna Beach för att flytta till Los Angeles tillsammans med sin goda vän, Heidi. Där träffar de en ny vän, Audrina. Lauren och Heidi har för avsikt att utbilda sig på FIDM tillsammans, men Heidi intervjuas inofficiellt som evenemangsplanerare för företaget Bolthouse Productions och får jobb där. Dessutom får Lauren ett jobb som praktikant på tidningen Teen Vogue, där hon möter sin nya vän, Whitney. Heidi börjar dejta Jordan och Laurens ex-pojkvän, Jason, följer henne till LA i ett försök att få henne tillbaka, och det slutar med att de två hittar tillbaka till varandra. I säsongsfinalen får Lauren ta ett svårt beslut. |
| 10 avsnitt                          | Lauren lämnar hemmet i Laguna Beach för att flytta till Los Angeles tillsammans med sin goda vän, Heidi. Där träffar de en ny vän, Audrina. Lauren och Heidi har för avsikt att utbilda sig på FIDM tillsammans, men Heidi intervjuas inofficiellt som evenemangsplanerare för företaget Bolthouse Productions och får jobb där. Dessutom får Lauren ett jobb som praktikant på tidningen Teen Vogue, där hon möter sin nya vän, Whitney. Heidi börjar dejta Jordan och Laurens ex-pojkvän, Jason, följer henne till LA i ett försök att få henne tillbaka, och det slutar med att de två hittar tillbaka till varandra. I säsongsfinalen får Lauren ta ett svårt beslut. |

| Säsong 2                                | Säsong 2 |
| --------------------------------------- | --- |
| Premiärdatum USA Måndag 15 januari 2007 | Lauren får ett gråtande avslut på sitt förhållande med Jason. Heidis nya pojkvän, Spencer, introducerar Lauren för sin vän, Brody, och de två har en kortvarig relation, men förblir nära vänner. Lauren har fortfarande känslor för Brody, men hennes vän, Jen, introduceras för honom av Spencer och Heidi, vilket orsakar spänningar mellan Lauren, Jen och Heidi. Heidi blir blind för Spencers okynniga sätt och Lauren, som är oroad, vänder sig därefter till Audrina och en barndomsvän, Lo, för deras vänskap. Under tiden utmanas Lauren och Whitney på jobbet av New York-praktikanten, Emily, som kommer för att hjälpa till. I säsongsfinalen överraskar Spencer Heidi. |
| DVD Tisdag 7 augusti 2007               | Lauren får ett gråtande avslut på sitt förhållande med Jason. Heidis nya pojkvän, Spencer, introducerar Lauren för sin vän, Brody, och de två har en kortvarig relation, men förblir nära vänner. Lauren har fortfarande känslor för Brody, men hennes vän, Jen, introduceras för honom av Spencer och Heidi, vilket orsakar spänningar mellan Lauren, Jen och Heidi. Heidi blir blind för Spencers okynniga sätt och Lauren, som är oroad, vänder sig därefter till Audrina och en barndomsvän, Lo, för deras vänskap. Under tiden utmanas Lauren och Whitney på jobbet av New York-praktikanten, Emily, som kommer för att hjälpa till. I säsongsfinalen överraskar Spencer Heidi. |
| 12 avsnitt                              | Lauren får ett gråtande avslut på sitt förhållande med Jason. Heidis nya pojkvän, Spencer, introducerar Lauren för sin vän, Brody, och de två har en kortvarig relation, men förblir nära vänner. Lauren har fortfarande känslor för Brody, men hennes vän, Jen, introduceras för honom av Spencer och Heidi, vilket orsakar spänningar mellan Lauren, Jen och Heidi. Heidi blir blind för Spencers okynniga sätt och Lauren, som är oroad, vänder sig därefter till Audrina och en barndomsvän, Lo, för deras vänskap. Under tiden utmanas Lauren och Whitney på jobbet av New York-praktikanten, Emily, som kommer för att hjälpa till. I säsongsfinalen överraskar Spencer Heidi. |

| Säsong 3                                | Säsong 3 |
| --------------------------------------- | --- |
| Premiärdatum USA Måndag 13 augusti 2007 | Lauren blir upprörd när ett elakt rykte om henne kommer till ytan. Hon skyller Spencer för att ha startat det. I skolan blir Lauren oavsiktligt vän med Spencers syster, Stephanie, sedan hon bett om ursäkt för skvaller om Lauren till Spencer och Heidi. Efter en arbetsresa till Paris, känner Whitney att hennes jobb inte är vad hon ville, hon slutar, och intervjuas för PR-företaget People's Revolution. Samtidigt vill Spencer ta sin relation med Heidi till nästa nivå, men har svårt att bekräfta sitt åtagande. Audrina återvänder till sitt skakiga förhållande till tidigare exet, Justin. I säsongsfinalen gör Lauren ett stort framsteg. |
| DVD Tisdag 29 juli 2008                 | Lauren blir upprörd när ett elakt rykte om henne kommer till ytan. Hon skyller Spencer för att ha startat det. I skolan blir Lauren oavsiktligt vän med Spencers syster, Stephanie, sedan hon bett om ursäkt för skvaller om Lauren till Spencer och Heidi. Efter en arbetsresa till Paris, känner Whitney att hennes jobb inte är vad hon ville, hon slutar, och intervjuas för PR-företaget People's Revolution. Samtidigt vill Spencer ta sin relation med Heidi till nästa nivå, men har svårt att bekräfta sitt åtagande. Audrina återvänder till sitt skakiga förhållande till tidigare exet, Justin. I säsongsfinalen gör Lauren ett stort framsteg. |
| 28 avsnitt                              | Lauren blir upprörd när ett elakt rykte om henne kommer till ytan. Hon skyller Spencer för att ha startat det. I skolan blir Lauren oavsiktligt vän med Spencers syster, Stephanie, sedan hon bett om ursäkt för skvaller om Lauren till Spencer och Heidi. Efter en arbetsresa till Paris, känner Whitney att hennes jobb inte är vad hon ville, hon slutar, och intervjuas för PR-företaget People's Revolution. Samtidigt vill Spencer ta sin relation med Heidi till nästa nivå, men har svårt att bekräfta sitt åtagande. Audrina återvänder till sitt skakiga förhållande till tidigare exet, Justin. I säsongsfinalen gör Lauren ett stort framsteg. |

| Säsong 4                                | Säsong 4 |
| --------------------------------------- | --- |
| Premiärdatum USA Måndag 18 augusti 2008 | Lauren är förvånad att höra att Audrina tillbringar sin lediga tid med Justin som försöker övertygar henne att flytta ut. Samtidigt fortsätter Spencer att vara en belastning för Heidi, särskilt när Heidis syster, Holly, väljer att flytta till LA. Spencer besök Heidi på en arbetsuppdrag och får henne sparkad för att dricka under arbetstid. I ett försök att rädda deras förhållande överraskar Spencer henne med en resa till Mexiko, där paret inofficiellt rymmer, vilket gör att hennes mamma uttrycker sin besvikelse. Dessutom erbjuder Whitneys chef henne en chans till en intervju med Diane von Fürstenberg. I säsongsfinalen får Whitney reda på resultatet av intervjun. |
| DVD Tisdag 3 mars 2009                  | Lauren är förvånad att höra att Audrina tillbringar sin lediga tid med Justin som försöker övertygar henne att flytta ut. Samtidigt fortsätter Spencer att vara en belastning för Heidi, särskilt när Heidis syster, Holly, väljer att flytta till LA. Spencer besök Heidi på en arbetsuppdrag och får henne sparkad för att dricka under arbetstid. I ett försök att rädda deras förhållande överraskar Spencer henne med en resa till Mexiko, där paret inofficiellt rymmer, vilket gör att hennes mamma uttrycker sin besvikelse. Dessutom erbjuder Whitneys chef henne en chans till en intervju med Diane von Fürstenberg. I säsongsfinalen får Whitney reda på resultatet av intervjun. |
| 20 avsnitt                              | Lauren är förvånad att höra att Audrina tillbringar sin lediga tid med Justin som försöker övertygar henne att flytta ut. Samtidigt fortsätter Spencer att vara en belastning för Heidi, särskilt när Heidis syster, Holly, väljer att flytta till LA. Spencer besök Heidi på en arbetsuppdrag och får henne sparkad för att dricka under arbetstid. I ett försök att rädda deras förhållande överraskar Spencer henne med en resa till Mexiko, där paret inofficiellt rymmer, vilket gör att hennes mamma uttrycker sin besvikelse. Dessutom erbjuder Whitneys chef henne en chans till en intervju med Diane von Fürstenberg. I säsongsfinalen får Whitney reda på resultatet av intervjun. |

| Säsong 5                             | Säsong 5 |
| ------------------------------------ | --- |
| Premiärdatum USA Måndag 6 april 2009 | Lauren firar sin tjugotredje födelsedag, och ej inbjudna Heidi får reda på att Spencer hade ett knytnävsslagsmål på en bar med Stephanies ex, Cameron, som hävdar att Spencer flirtat med en bartender. Osäker på deras förhållande, ger Heidi honom ett ultimatum. Inte heller Heidis mor är någon beundrare av Spencer. Heidis far kommer på besök och ger Spencer sin tillåtelse att gifta sig med Heidi. I säsongsfinalen ändrar Lauren uppfattning om bröllopsinbjudan och överraskas av att någon annan är inbjuden också. |
| DVD 13 september                     | Lauren firar sin tjugotredje födelsedag, och ej inbjudna Heidi får reda på att Spencer hade ett knytnävsslagsmål på en bar med Stephanies ex, Cameron, som hävdar att Spencer flirtat med en bartender. Osäker på deras förhållande, ger Heidi honom ett ultimatum. Inte heller Heidis mor är någon beundrare av Spencer. Heidis far kommer på besök och ger Spencer sin tillåtelse att gifta sig med Heidi. I säsongsfinalen ändrar Lauren uppfattning om bröllopsinbjudan och överraskas av att någon annan är inbjuden också. |
| 20 avsnitt                           | Lauren firar sin tjugotredje födelsedag, och ej inbjudna Heidi får reda på att Spencer hade ett knytnävsslagsmål på en bar med Stephanies ex, Cameron, som hävdar att Spencer flirtat med en bartender. Osäker på deras förhållande, ger Heidi honom ett ultimatum. Inte heller Heidis mor är någon beundrare av Spencer. Heidis far kommer på besök och ger Spencer sin tillåtelse att gifta sig med Heidi. I säsongsfinalen ändrar Lauren uppfattning om bröllopsinbjudan och överraskas av att någon annan är inbjuden också. |

| Säsong 6                       | Säsong 6 |
| ------------------------------ | --- |
| Premiärdatum USA 27 april 2010 | Kristin börjar ångra att hon skapade fiender i Los Angeles, och beslutar sig för att förnya sin vänskap med flickorna. Hon börjar också lägga sin sommarromans med Justin bakom sig. Men efter att hon lämnade flickorna ensamma i Miami, börjar rykten om hennes vilda festande och eventuella drogmissbruk sprida sig. Samtidigt åker Heidi till Colorado för att visa sin familj resultatet av sina 10 plastikoperationer. Hela hennes familj ogillar hennes operationer, och efter att ha återvänt till Los Angeles, börjar hon och Spencer att förlora kontakten med sina vänner och familj. Audrina börjar dejta sin gamle vän, Ryan Cabrera, men Justin visar intresse av att vara en del av hennes liv igen. Brody möter McKaela Line, och de två börjar att dejta. Deras offentliga tillgivenhet mot varandra gör Kristin upprörd. Efter ett tag börjar McKaela att ta med sin vän Allie Lutz när hon går ut med Brody, vilket Kristin inte gillar, eftersom de två föraktar varandra. Stephanie börjar dejta igen efter att hon blivit påkommen med att köra bil alkoholpåverkad. Lo måste ta ett stort beslut i sin relation till pojkvännen Scott. |
| DVD TBA                        | Kristin börjar ångra att hon skapade fiender i Los Angeles, och beslutar sig för att förnya sin vänskap med flickorna. Hon börjar också lägga sin sommarromans med Justin bakom sig. Men efter att hon lämnade flickorna ensamma i Miami, börjar rykten om hennes vilda festande och eventuella drogmissbruk sprida sig. Samtidigt åker Heidi till Colorado för att visa sin familj resultatet av sina 10 plastikoperationer. Hela hennes familj ogillar hennes operationer, och efter att ha återvänt till Los Angeles, börjar hon och Spencer att förlora kontakten med sina vänner och familj. Audrina börjar dejta sin gamle vän, Ryan Cabrera, men Justin visar intresse av att vara en del av hennes liv igen. Brody möter McKaela Line, och de två börjar att dejta. Deras offentliga tillgivenhet mot varandra gör Kristin upprörd. Efter ett tag börjar McKaela att ta med sin vän Allie Lutz när hon går ut med Brody, vilket Kristin inte gillar, eftersom de två föraktar varandra. Stephanie börjar dejta igen efter att hon blivit påkommen med att köra bil alkoholpåverkad. Lo måste ta ett stort beslut i sin relation till pojkvännen Scott. |
| 12 avsnitt                     | Kristin börjar ångra att hon skapade fiender i Los Angeles, och beslutar sig för att förnya sin vänskap med flickorna. Hon börjar också lägga sin sommarromans med Justin bakom sig. Men efter att hon lämnade flickorna ensamma i Miami, börjar rykten om hennes vilda festande och eventuella drogmissbruk sprida sig. Samtidigt åker Heidi till Colorado för att visa sin familj resultatet av sina 10 plastikoperationer. Hela hennes familj ogillar hennes operationer, och efter att ha återvänt till Los Angeles, börjar hon och Spencer att förlora kontakten med sina vänner och familj. Audrina börjar dejta sin gamle vän, Ryan Cabrera, men Justin visar intresse av att vara en del av hennes liv igen. Brody möter McKaela Line, och de två börjar att dejta. Deras offentliga tillgivenhet mot varandra gör Kristin upprörd. Efter ett tag börjar McKaela att ta med sin vän Allie Lutz när hon går ut med Brody, vilket Kristin inte gillar, eftersom de två föraktar varandra. Stephanie börjar dejta igen efter att hon blivit påkommen med att köra bil alkoholpåverkad. Lo måste ta ett stort beslut i sin relation till pojkvännen Scott. |